# 댄버스 선언
댄버스 선언은 성역할에 대한 기독교 보완주의 신념을 담은 선언문이다. 이는 특정 기독교 종파의 산물이 아니나 사우스웨스턴 침례 신학교, 미국 장로교, 국제 젠더 연구 협의회에서 인용되었고 1988년 11월 일리노이 주의 휘튼에 있는 성경적 남성성과 여성성 위원회 (CBMW)에 의해 처음 출판되었다. 선언문에 대한 작업은 1987년 12월 매사추세츠주 댄버스에서 열린 CBMW 회의에서 "여러 복음주의 지도자들"과 함께 시작되었다.
랜들 발머는 이 선언문을 "복음주의 집단에서 성경적 페미니즘의 확산을 막으려는" 시도라고 묘사했다. 세스 다우랜드는 성명서의 저자들이 "명확하고 접근 가능한 성경 읽기로서 자신들의 입장을 보였다"고 표현했다.

## 같이 보기
- 콜로라도 스프링스 지침
- 성경적 남성성과 여성성을 위한 저널
- 성경적 남성다움과 여성다움의 회복